# The Carburetors
The Carburetors est un groupe de heavy metal norvégien, originaire d'Oslo.

## Biographie
Le groupe est formé en 2001, avec Eddie Guz et Stian Krogh. En 2004, The Carburetors sort son premier album intitulé Pain is Temporary, Glory is Forever. Leur deuxième album, Loud Enough to Raise the Dead, est enregistré durant l'été 2005, et une vidéo est produite pour le single Rock n' Roll Forever, réalisée par Bjørn Opsahl. En 2008, ils sortent leur troisième album, Rock'n'Roll Forever, sur le label Bodog Records.
En 2011, le groupe signe un nouveau contrat avec le label allemand I Hate People Records. En 2012, The Carburetors participe à la première demi-finale et à la finale du Melodi Grand Prix. 
En août 2015, le groupe signe un contrat international au label SPV/Stealhammer. En novembre 2015, ils annoncent la sortie de leur premier album en cinq ans, intitulé Laughing in the Face of Death, le 20 novembre à l'international chez Steamhammer/SPV. Ce même mois, ils publient la vidéo de la chanson Lords of Thunder, extraite de l'album.

## Style musical
Leur style musical est un mélange de Chuck Berry et de Motörhead. Le groupe décrit sa musique sous le terme de « fast forward rock 'n' roll ». Leurs paroles se consacrent aux voitures rapides et aux jolies femmes comme dans un film rock 'n' roll américain des années 1950. Le groupe utilise des éléments issus du rock, du rock 'n' roll et du boogie, et s'inspire de groupes comme AC/DC, Motörhead, Mötley Crüe et The Bones,.

## Discographie

### Albums studio
- 2004 : Pain is Temporary, Glory is Forever
- 2006 : Loud Enough to Raise the Dead
- 2007 : Live – Wild at Heart, Berlin
- 2008 : Rock’n’Roll Forever (réédité en 2010 par Evil Wheel Records)
- 2010 : Rock’n’Roll Forever (I Hate People Records)
- 2015 : Laughing in the Face of Dead

### Singles
- 2001 : Burning Rubber
- 2002 : Fast Forward Rock’n’Roll (CD-single)
- 2004 : Burnout
- 2004 : Allright, Allright (radio-promo)
- 2005 : God Damn (It’s Good to Be Right) (7″)
- 2007 : Gimme Just a Second/King Eddie (7″)
- 2008 : Feel Alive (7″)
- 2008 : split avec V8 Wankers
- 2012 : Don’t Touch the Flame (7″)
- 2012 : Blood for Blood (7″)